# 黒尾峠
黒尾峠（くろおとうげ）は、岡山県勝田郡奈義町馬桑と鳥取県八頭郡智頭町大字奥本の境にある峠。標高652m。
この峠を経由する国道53号は、岡山市と鳥取市を結んでおり、国土交通省が管理している。現在の国道は黒尾トンネル(1971年開通)を通過しており、旧道は土砂に埋もれた状態で残存している。岡山県側は倒木のため、鳥取県側は土砂堆積のため車両では旧道の峠へアプローチできないが、当時の県境自治体標識が残っている(2017年9月時点。智頭町・奈義町)。
鳥取県側の旧道は智頭町道3316号黒尾線となっている。